# Romallis Ellis
Romallis Ellis (ur. 16 grudnia 1965 w Atlancie) – były amerykański bokser kategorii lekkiej i średniej 

## Kariera amatorska
W 1988 roku na  letnich igrzyskach olimpijskich  w Seulu zdobył brązowy medal.

## Kariera zawodowa
W 1989 roku rozpoczął karierę zawodową w kategorii lekkopółśredniej. W 1997 roku przegrał walkę o tytuł mistrza świata federacji IBF z Raúlem Márquezem przez TKO w 4 rundzie. W 1998 roku ponownie stanął do walki o tytuł mistrza świata przegrywając w 4 rundzie  przez TKO z Fernando Vargasem. Przegrał również następną walkę. W 2001 roku zakończył sportową karierę,